# Daniel Parra
Daniel Alexis Parra Durán, noto semplicemente come Daniel Parra (Celaya, 20 luglio 1998), è un calciatore messicano, difensore dell'Atlético Morelia.

## Caratteristiche tecniche
È un terzino sinistro.

## Carriera
Cresciuto nel settore giovanile del Monterrey, ha esordito in prima squadra il 4 agosto 2016 disputando l'incontro di CONCACAF Champions League vinto 3-0 contro il Don Bosco.